# Piggs Peak (Hhohho)
Piggs Peak ist ein Inkhundla (Verwaltungseinheit) im Nordwesten der Region Hhohho in Eswatini. Das Inkhundla ist 476 km² groß und hatte 2007 gemäß Volkszählung 17.359 Einwohner.

## Geographie
Das Inkhundla liegt im Nordwesten der Region Hhohho in einer vegetationsreichen Hügellandschaft. In der Umgebung des Hauptortes Piggs Peak wird vor allem Forstwirtschaft betrieben. Südlich von Piggs Peak liegt die Talsperre Maguga Dam, nördlich der touristisch bedeutende Wasserfall Phophonyane Falls.
Der Bezirk liegt an der MR1, die westlich von Mbabane beginnt und über den Norden Eswatinis hinaus nach Südafrika Richtung Kruger-Nationalpark führt. Nach Westen verläuft die MR 20 über Bulembu zur südafrikanischen Grenze. Von dort führt sie als R40 unter anderem nach Barberton. Die MR 2 beginnt etwas nördlich von Piggs Peak und führt nach Osten.

## Gliederung
Das Inkhundla gliedert sich in die Imiphakatsi (Häuptlingsbezirke) Ludhumaneni/KaNdewa, Luhlangotsini, Nginamadvolo, Nsangweni und Piggs Peak. 